# Lenas Land
Lenas Land ist ein 11-minütiges deutsches Filmdrama des Regisseurs Lars Montag, der neben Friedrich Dönhoff auch am Drehbuch mitwirkte, aus dem Jahr 1999. In den Hauptrollen verkörpern Melina Hennen und Philipp Danne die Geschwister Lena und Bernhard.

## Handlung
Der vierzehnjährige Bernhard, Lenas Bruder, ist nach einem Unfall querschnittgelähmt und sitzt im Rollstuhl. Trotz seiner körperlichen Beeinträchtigung ist er geistig besonders kreativ, er kann aus dem Stegreif ganze Romane dichten. Als die beiden, wie des Öfteren, von ihren Eltern alleine gelassen werden, weil diese sich eine zeitgenössische Ballettvorstellung anschauen möchten, beginnt Lena mit ihrem Bruder ihr übliches Ritual: Sie dreht seinen Rollstuhl zu sich hin, nimmt den Hamster aus dem Käfig und setzt sich hin, um den Erzählungen ihres größeren Bruders gespannt zuzuhören. Er erzählt von einem Kind, welches Farben singen kann, und Regenbögen hervorzaubern kann, die selbst in der Nacht leuchten. Die Handlung des Kurzfilms nimmt eine Wendung, in dem Lena von ihrem Bruder dazu aufgefordert wird, zwei Plastiktüten mit den „lachenden Gesichtern darauf“, aus dem Schrank zu holen und sich diese gemeinsam über den Kopf zu ziehen. Er begründet seine Aufforderung damit, dass Lena und er auf diese Weise in das Land kommen können, in dem der Junge lebt, der die besagten Farben singen kann.
Lena folgt den Anweisungen ihres Bruders, äußert jedoch die Befürchtung, dass dieser doch dann gar keine Luft mehr bekommen würde. Diese Angst entkräftet ihr Bruder mit der Antwort, dass sie sich keine Sorgen machen soll, da er ja „seine eigene Luft“ atmen wird. Diese Erklärung stimmt Lena zufrieden und sie zieht ihm die Plastiktüte, wie sie es von ihm aufgetragen bekommt, fest über seinen Kopf. Auch Lena zieht sich eine Tüte über den Kopf, lugt zwischenzeitlich jedoch immer wieder kurz daraus hervor und fragt ihren Bruder, ob er sein Ziel schon erreicht hat.
Als der freilaufende Hamster über ein Spielzeug stolpert und somit ein ungewohntes Geräusch verursacht, zieht sich Lena die Tüte von ihrem Kopf und läuft dem Hamster nach. Zeitgleich kommen die Eltern nach Hause, sodass Lena vollkommen vergisst, dass ihr Bruder noch die Tüte auf dem Kopf hat. Zwischenzeitlich hört der Zuschauer, dass die Atemgeräusche ihres Bruders immer schwächer und langsamer werden. Als Lena von ihrer Mutter gefragt wird, ob alles in Ordnung ist, bejaht sie die Frage und schiebt den Rollstuhl ihres Bruders wieder in Richtung des Fensters, wie sie es gewohnt ist, wenn die Eltern nach Hause kommen.
Die Handlung des Films hat somit ein offenes Ende. Es bleibt im Unklaren, ob Bernhard seinen Suizid beabsichtigt hat, und ob es überhaupt zu seinem Tod kommt.

## Aufführung
Lenas Land wurde 1999 auf dem internationalen Festival der Filmhochschulen München gezeigt.

## Produktion, Förderung
Dirk Kämper produzierte Lenas Land für die Produktionsfirma Ben's Watch, Das Label für Visionen GmbH (Köln) und die Kunsthochschule für Medien Köln. Gefördert wurde die Produktion von dem Kuratorium junger deutscher Film und dem Filmbüro NW e.V.

## Auszeichnungen
Der Kurzfilm wurde von der Deutschen Film- und Medienbewertung (FBW) mit dem Prädikat besonders wertvoll ausgezeichnet. Auf dem internationalen Festival der Filmhochschulen in München erzielte die Produktion die Auszeichnung Filmhochschulpreis in Silber.

## Kritiken
Die Deutsche Film- und Medienbewertung urteilt: „Ohne zu überzeichnen oder zu moralisieren erzählt der Film sehr poetisch, wagt sich an ein sehr ernstes Thema: die Innenwelt eines behinderten, seelisch vernachlässigten Jugendlichen. Die Filmidee trägt, meistert auch heikle dramaturgische Klippen. Die einzige Schwäche bleibt die kurze Parallelmontage von Bühnenstück und Kinderwelt“.